# Pizza napolitana

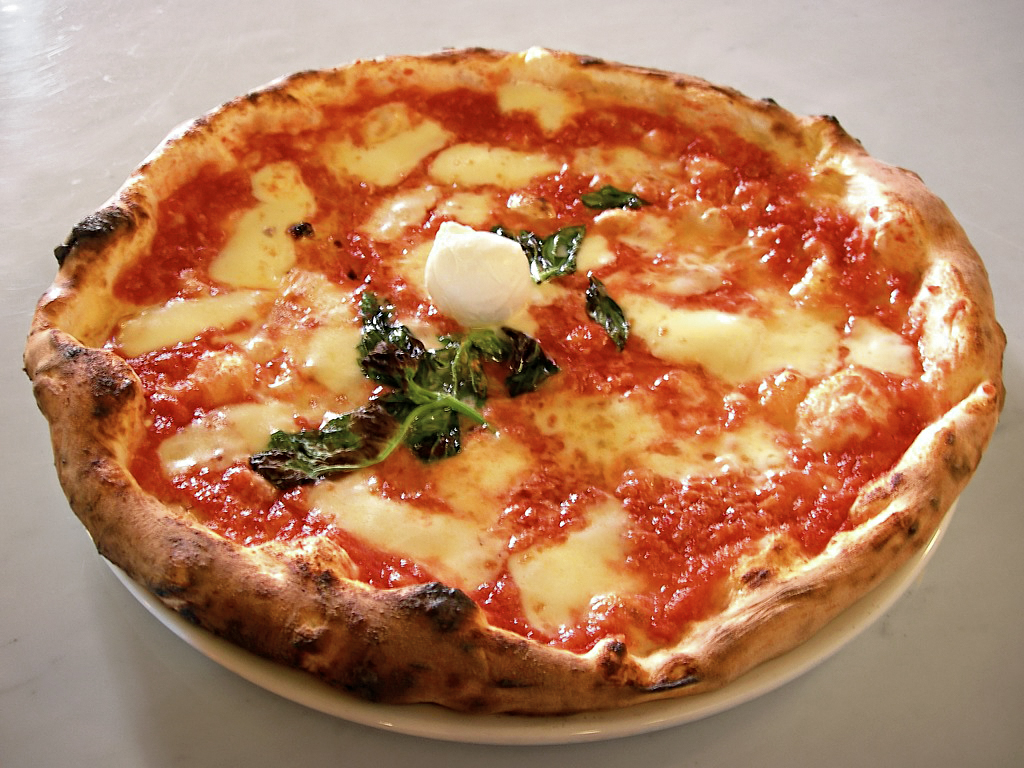
Pizza Margarita, la pizza napolitana más famosa junto a la marinera.

La pizza napolitana, de masa tierna y delgada pero bordes altos, es la versión propia de la cocina napolitana de la pizza redonda. El término pizza napoletana, por su importancia histórica o regional, se emplea en algunas zonas como sinónimo de pizza tonda (‘pizza redonda’). Bajo la denominación pizza napoletana verace artigianale (‘pizza napolitana auténtica artesanal’) está reconocida como producto agroalimentario tradicional italiano.

## Origen
Las primeras referencias conservadas sobre pizza napolitana datan de 1715 a 1725. Vincenzo Corrado escribió a mediados del siglo XVIII un valioso tratado sobre los hábitos alimenticios de la ciudad de Nápoles, donde observó que la gente tenía la costumbre de guarnecer la pizza y los macarrones con tomate. La combinación de estos productos y sus comentarios dieron de hecho inicio a la reputación gastronómica de Nápoles y atribuyeron a Corrado un papel importante en la historia de la gastronomía. Estas mismas observaciones suponen la fecha de nacimiento de la pizza napolitana, un fino disco de masa con tomate.
Las primeras pizzerías aparecieron en Nápoles durante el siglo XIX y hasta mediados del siglo XX eran un fenómeno exclusivo de esa ciudad. 

## Descripción y elaboración
La peculiaridad de la pizza napolitana se debe principalmente a su base, que debe prepararse con masa de pan (completamente desprovista de grasa) tierna y elástica, estirada a mano en forma de disco sin tocar los bordes, que durante la cocción formarán la típica ‘bordes’ (cornicioni) de 1 o 2 cm, mientras que en el centro la masa tendrá unos 3 mm de altura. Un paso rápido por un horno muy caliente debe dejarla húmeda y suave, no demasiado cocida.
En la más estricta tradición de la cocina napolitana se dan solo dos opciones para la salsa:
- Marinera (marinara): con tomate, ajo, orégano y aceite de oliva.[a]
- Margarita (Margherita): con tomate, mozzarella ETG en tiras, mozzarella de búfala campana DOP en cubitos o fior di latte, albahaca y aceite extravirgen de oliva.

Algunos afirman que el tomate debe ser de San Marzano.

### Variantes
Aunque tradicionalmente solo se consideran las dos variantes anteriores (Margarita y marinera), abundan muchos otros tipos que se elaboran con distintos ingredientes. No es posible enumerar las incontables variedades de pizzas que poco a poco se han ido inventando, ya que cada pizzería actúa según su propio criterio, pero algunas de las variantes más comunes de pizza son:
- Caprichosa (capricciosa): tomate, mozzarella, Grana Padano rallado, albahaca, champiñones, alcachofa, jamón cocido, aceitunas y aceite. Fuera de Nápoles se le añade a veces anchoa y huevo duro.
- Cuatro estaciones (quattro stagioni): normalmente los mismos ingredientes que la caprichosa, dispuestos en los cuatro cuadrantes en que se divide la pizza, a veces con algunas tiras finas de masa para separarlos.
- Cuatro quesos (quattro formaggi): tomate (facultativo), mozzarella, otros quesos al gusto y albahaca. Por lo general, sobre todo en el norte de Italia, se emplea el gorgonzola. En Nápoles es predominantemente blanca (bianca), es decir sin tomate.
- Napolitana (napoletana) o, en Nápoles, romana: tomate, mozzarella, anchoas, orégano, alcaparras y aceite.

En los últimos años se han popularizado en Nápoles, llegando a prácticamente todas las pizzerías, la pizza blanca con nata, queso, jamón y maíz, llamada muchas veces mimosa, y la pizza blanca con nata, queso, jamón y setas, que se llamada del chef.

### Cocción
De acuerdo con el pliego de condiciones de la definición de las normas internacionales para la obtención de la marca «Pizza Napolitana» la cocción debe realizarse en horno de leña a unos 485 °C durante unos 90 segundos.

### Utensilios típicos
Para verter el aceite, el pizzaiolo utiliza tradicionalmente la agliara, un recipiente en el cobre bronceado por dentro con un pico largo y estrecho, de forma que pueda derramarse un hilo de aceite fino y continuo.
Para introducir y manejar la pizza en el horno se emplean dos palas de mango largo: una más grande, de forma cuadrada, donde la pizza se pone cruda y con la que se introduce en el horno, retirándola con un rápido golpe de muñeca. Esta pala era tradicionalmente de madera, pero por razones de higiene ha sido recientemente sustituida por una versión de aluminio. Otra pala más pequeña, redonda y de hierro, se utiliza para girar la pizza dentro del horno, de forma que se cocine uniformemente por todos lados.

## Legislación y reconocimiento
La elaboración y los ingredientes de la verace pizza napoletana artigianale se definen en la norma UNI 10791:98, preparada por la Associazione Verace Pizza Napoletana, que desde 1984 promociona la auténtica pizza napolitana artesanal y es la promotora de la norma UNI 10791:98 y del pliego de condiciones de la marca Pizza Napoletana STG (‘Pizza Napolitana ETG’) elaborada según la tradición napolitana.
En 2004 comenzó el proceso para obtener la marca Especialidad Tradicional Garantizada (ETG) «Pizza Napolitana». Para poder ostentar esta marca, la pizza debe estar preparada con los ingredientes y métodos prescritos. En particular, la única operación que puede hacerse a máquina es la preparación de la masa. El corte de la masa y su manipulación para obtener la base debe hacerse a mano.
El 14 de febrero de 2008 la norma fue publicada en el B.O. de la Unión Europea y el 4 de febrero de 2010 se reconoció oficialmente como Especialidad Tradicional Garantizada de la U.E.
En 2017 la UNESCO declaró la pizza napolitana y el arte de su preparación como parte del Patrimonio Inmaterial de la Humanidad.

## Pizzaa libretto
Una forma tradicional de comer pizza en Nápoles es comprar las versiones miniatura (mignon) para comerlas en la calle. En este caso, la pizza viene doblada en cuatro sobre una hoja de papel. Esta forma de doblar la pizza se denomina a libretto (‘en libreta’) o también a portafoglio. En la actualidad hay pocas pizzerías que sigan vendiendo pizzas de esta manera, ubicándose casi exclusivamente en el centro histórico y vendiendo solamente Margarita y pizza fritta (calzone).